# 神戸市立竜が台小学校
神戸市立竜が台小学校（こうべしりつ りゅうがだいしょうがっこう）は、兵庫県神戸市須磨区竜が台6丁目にある公立小学校。

## 沿革
- 1978年
  - 4月1日 - 神戸市立菅の台小学校より分離開校
  - 6月28日 - 校章制定。
  - 9月1日 - 校歌制定。校旗・校章旗作成。
- 1979年 - 神戸市立西落合小学校開校による校区分離。

## 教育目標
- 命を大切にし 笑顔いっぱい 夢いっぱい キラリ輝く竜が台っ子

## 通学区域
- 神戸市須磨区[1]
  - 竜が台1丁目(うち9～12番地)・2 - 7丁目

## 校区内の主な施設
- 神戸市立竜が台中学校（進学先中学校）
- 竜が丘公園

## 交通アクセス
- 神戸市営地下鉄西神・山手線 名谷駅より南西600m
- 神戸市バス 15系統「竜が台小学校前」より

## 通学区域が隣接している学校
- 神戸市立菅の台小学校
- 神戸市立西落合小学校
- 神戸市立花谷小学校
- 神戸市立南落合小学校
- 神戸市立多井畑小学校